# Campionato italiano di calcio da tavolo 2016
Il quarantaduesimo campionato italiano di calcio da tavolo venne organizzato dalla F.I.S.C.T. a San Benedetto del Tronto nel 2016.
Sono stati assegnati 6 titoli:
- Open
- Cadetti
- Veterans (Over40)
- Under19
- Under15
- Under12
- Femminile

## Risultati

### Cat. Open

#### Ottavi di Finale
- Zambello Luca 1 - 0 Salvati Mauro
- Di Vito Luigi 3 - 2 Napolitano Carmine
- Petrini Mauro 1 - 3 Battista Luca
- Bolognino Andrea 6 - 3 Jon Scotta Maurizio
- Licheri Emanuele 2 - 0 Gargiulo Alfonso
- Capellacci Luca 3 - 2 Fedele Fabrizio
- Dotto William 2 - 1 Mandanici Salvatore
- Bari Saverio 2 - 0 Torano Francesco

#### Quarti di finale
- Zambello Luca 3 - 4 Di Vito Luigi
- Battista Luca 2 - 1 Bolognino Massimo
- Licheri Emanuele 1 - 2 Capellacci Luca
- Dotto William 0 - 2 Bari Saverio

#### Semifinali
- Di Vito Luigi 2 - 1 Battista Luca
- Capellacci Luca 2 - 2 Bari Saverio

#### Finale
- Bari Saverio 2 - 1 Di Vito Luigi

### Cat. Cadetti

#### Ottavi di finale
- Strazza Andrea 1 - 1 Prestia Vincenzo
- Ferrante Saverio 3 - 0 Brillantino Maurizio
- De Rosa Antonio 1 - 2 Ciabattoni Luca
- La Torre Francesco 1 - 0 Di Francesco Camillo
- Bodin De Chatelard Marcello 1 - 0 Allocca Raffaele
- Porro Riccardo 2 - 3 Silvestri Giuseppe
- Neri Alessandro 3 - 0 Porro Michelangelo
- Manganello Andrea 3 - 2 Schiavi Luca

#### Quarti di finale
- Strazza Andrea 2 - 0 Ferrante Saverio
- Ciabattoni Luca 3 - 1 La Torre Francesco
- Bodin De Chatelard Marcello 2 - 1 Silvestri Giuseppe
- Neri Alessandro 1 - 3 Manganello Andrea

#### Semifinali
- Bodin De Chatelard Marcello 2 - 3 Manganello Andrea
- Strazza Andrea 0 - 1 Ciabattoni Luca

#### Finale
- Manganello Andrea 2 - 0 Ciabattoni Luca

### Cat. Veteran

#### Ottavi di finale
- Silvestri Giancarlo 2 - 2 Bisio Luca
- Renaldini Roberto 1 - 2 Torano Pasquale
- Bellotto Edoardo 1 - 2 Schiavone Massimiliano
- Corradi Mario 8 - 3 Navarra Giovanni
- Mattiangeli Francesco 3 - 2 Di Vito Raffaele
- De Francesco Stefano 1 - 3 Belloni Fabio
- Croatti Massimiliano 0 - 1 Stellato Fabio
- Lazzaretti Patrizio 5 - 3 Mura Massimo

#### Quarti di finale
- Bisio Luca 1 - 2 Torano Pasquale
- Schiavone Massimiliano 3 - 4 Corradi Mario
- Mattiangeli Francesco 2 - 1 Belloni Fabio
- Stellato Fabio 1 - 3 Lazzaretti Patrizio

#### Semifinali
- Corradi Mario 3 - 1 Torano Pasquale
- Lazzaretti Patrizio 2 - 1 Mattiangeli Francesco

#### Finale
- Lazzaretti Patrizio 2 - 2 Corradi Mario (vince Lazzaretti ai supplementari)

### Cat. Under 19

#### Barrages
- Zambello Paolo 3 - 2 Natoli Alessandro
- Amatelli Alessandro 3 - 1 Giuffrè Armando
- De Francesco Antonio 2 - 1 Peluso Antonio
- Currò Mirko 1 - 4 Fucci Antonio

#### Quarti di finale
- Ciccarelli Andrea 7 - 0 De Francesco Antonio
- Borgo Nicola 2 - 3 Amatelli Alessandro
- Di Vito Marco 3 - 4 Zambello Paolo
- Ciccarelli Matteo 2 - 1 Fucci Antonio

#### Semifinali
- Ciccarelli Andrea 4 - 0 Amatelli Alessandro
- Zambello Paolo 0 - 2 Ciccarelli Matteo

#### Finale
- Ciccarelli Matteo 4 - 2 Ciccarelli Andrea

### Cat. Under 15

#### Barrages
- Bolognino Andrea 4 - 1 Ghilardi Francesco
- Picchi Alessio 6 - 2 Lazzaretti Lorenzo
- Guyout Bourg Cristiano Marco 1 - 5 Mura Fabio
- Vezzuto Francesco 4 - 3 Manzella Gianfranco

#### Quarti di finale
- La Torre Claudio 10 - 0 Mura Fabio
- Giudice Leonardo 3 - 2 Picchi Alessio
- Brillantino Matteo 2 - 1 Bolognino Andrea
- La Torre Francesco 7 - 3 Vezzuto Francesco

#### Semifinali
- La Torre Claudio 6 - 2 Giudice Leonardo
- Brillantino Matteo 1 - 2 La Torre Antonio

#### Finale
- La Torre Antonio 4 - 3 La Torre Claudio

### Cat. Under 12

#### Quarti di finale
- Natoli Riccardo 4 - 3 Chieppa Antonio
- Tozzi Francesco 0 - 1 Giudice Giorgio
- Ferrante Mattia 3 - 2 Fricano Christian
- Cammarata Matteo 3 - 1 Borgo Francesco

#### Semifinali
- Natoli Riccardo 1 - 0 Giudice Giorgio
- Ferrante Mattia 1 - 7 Cammarata Matteo

#### Finale
- Natoli Riccardo 1 - 2 Cammarata Matteo

### Cat. Ladies

#### Risultati Girone
- Forlani Paola 4 - 1 Boniface Hélène
- Signorelli Tania 4 - 0 Mandanici Federica
- Guercia Sara 1 - 1 Brillantino Giulia
- Forlani Paola 2 - 2 Guercia Sara
- Mandanici Federica 0 - 5 Boniface Hélène
- Brillantino Giulia 1 - 1 Signorelli Tania
- Forlani Paola 4 - 2 Signorelli Tania
- Guercia Sara 1 - 2 Boniface Hélène
- Brillantino Giulia 5 - 0 Mandanici Federica
- Forlani Paola 2 - 1 Brillantino Giulia
- Signorelli Tania 1 - 1 Boniface Hélène
- Mandanici Federica 0 - 4 Guercia Sara
- Forlani Paola 4 - 1 Mandanici Federica
- Brillantino Giulia 3 - 1 Boniface Hélène
- Signorelli Tania 0 - 0 Guercia Sara
- Boniface Hélène 2 - 3 Forlani Paola
- Mandanici Federica 0 - 4 Signorelli Tania
- Brillantino Giulia 6 - 3 Guercia Sara
- Guercia Sara 2 - 2 Forlani Paola
- Boniface Hélène 6 - 0 Mandanici Federica
- Signorelli Tania 0 - 3 Brillantino Giulia
- Signorelli Tania 0 - 4 Forlani Paola
- Boniface Hélène 1 - 1 Guercia Sara
- Mandanici Federica 0 - 5 Brillantino Giulia
- Brillantino Giulia 0 - 1 Forlani Paola
- Boniface Hélène 2 - 1 Signorelli Tania
- Guercia Sara 5 - 0 Mandanici Federica
- Mandanici Federica 1 - 5 Forlani Paola
- Boniface Hélène 1 - 5 Brillantino Giulia
- Guercia Sara 2 - 0 Signorelli Tania

#### Semifinali
- Forlani Paola 3 - 1 Guercia Sara
- Brillantino Giulia 2 - 1 Boniface Hélène

#### Finale
- Brillantino Giulia 0 - 2 Forlani Paola